# Mausolée d'Obid Xoja
 (décembre 2023).
Le mausolée d'Obid Xoja (en ouzbek : Obid Xoja xazirasi) est un monument historique à Boukhara. Il est situé dans le complexe commémoratif de Tchar-Bakr, construit au XVIIIe siècle. Le mausolée est inscrit au registre national du patrimoine culturel immobilier de l'Ouzbékistan. Le mausolée d'Obid Xoja se trouve en face de la porte de Mozori Daroz et peut être accédé par la partie de la porte. Le mausolée est situé à l'intérieur du tombeau de Xoja Sa’d. Lors de sa construction, le mausolée était entouré de murs sur ses quatre côtés. Les murs ont été réparés et enduits lors du processus de restauration. Le mausolée possède une maison d'hiver du côté nord. La maison d'hiver a un dôme et est construite avec des colonnes et une véranda. La maison d'hiver a des portes de chaque côté et du côté est. Le mausolée possède un porte-lampe. Cependant, les porte-lampes ne sont pas conservés, seuls leurs emplacements sont préservés. À la suite de la restauration en 1999, des travaux de restauration ont été réalisés dans le mausolée. Pendant la restauration, un mur a été installé à une profondeur de 1,5 mètre sous le sol. Le mausolée abrite des tombes et des pierres tombales. Selon l'historien Ibodat Rajabova, les pierres tombales dans le mausolée ont été réutilisées pour la deuxième ou troisième fois. La première pierre tombale dans le mausolée d'Obid Xoja porte l'inscription :

« Voici la tombe lumineuse de la pieuse Faxriya, fille de Hazrati Eshon ibn Muhammad Obid Xoja. Elle est décédée au mois de Muharram de l'année 1170 AH. Elle a été déplacée de Dorulfanod à Dorulbaqo »

Cette pierre tombale a été placée en 1755. La deuxième pierre tombale porte l'inscription suivante : 

« Voici la tombe lumineuse de Shamsiyabonu Sultonim. Elle était célèbre sous le nom de Bibi Jo'ybori  »

La famille Jo'ybori a fait don de nombreux terrains pour le mausolée d'Obid Xoja.